# Stal Nowa Dęba
MKS Stal Nowa Dęba – polski klub sportowy z Nowej Dęby, założony w 1953 roku. W klubie działa sekcja lekkiej atletyki, piłki nożnej i badmintona.

## Piłka nożna

### Stadion
Stadion Samorządowego Ośrodka Sportu i Rekreacji
- Pojemność: 2 000 miejsc (1 500 siedzących)
- Wymiary boiska: 105 m x 65 m
- Oświetlenie: boisko boczne - treningowe

### Sukcesy
- Najwyższy poziom ligowy - III liga (obecna II liga) - 1979/80 - 3. miejsce
- 1/16 finału Pucharu Polski 1979/80

### Galeria - Stal w Pucharze Polski

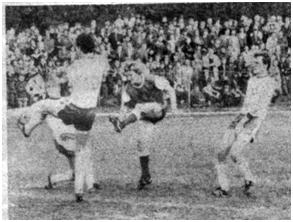
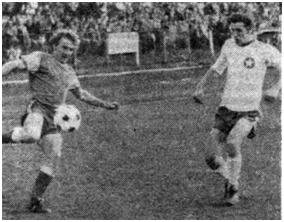
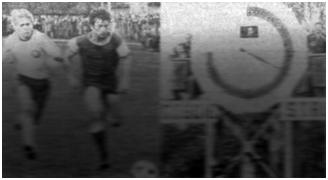
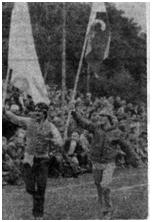
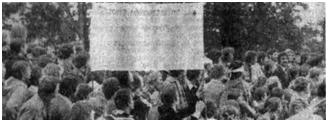
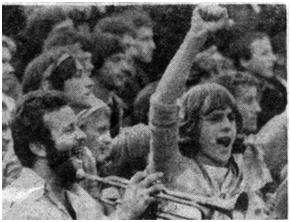

## Lekkoatletyka
Trenerem sekcji lekkiej atletyki jest Julian Zięba. W ostatnich latach kadra lekkoatletów, wychowanków Juliana Zięby osiągała wiele sukcesów na szczeblu centralnym i międzynarodowym. Wychowankiem "Stali" jest Grzegorz Sudoł - olimpijczyk, wielokrotny reprezentant kraju w imprezach międzynarodowych. Inni zawodnicy, którzy w ostatnim czasie zdobywali medalowe miejsca w swoich dyscyplinach to m.in. Dariusz Żak, Bartosz Dul, Kamil Gurdak, Rafał Wojciechowski i Sławomir Gładysz.

## Badminton
Klub prowadzi sekcję badmintona.